# Арчман
Арчма́н (туркм. Arçman) — посёлок на юго-западе Туркменистана, в составе Ахалского велаята, на севере горного хребта Копетдага. Бальнеологический курорт. Рядом, в 9 километрах, расположена станция Арчман.

## Санаторий
Санаторий основан в 1925 году. В 2000—2001 году была произведена реконструкция действовавших двух пятиэтажных корпусов санатория, рассчитанных на 500 мест, стоимость реконструкции — 20$ млн. К курорту проведена скоростная дорога. В 2011 году был открыт новый четырёхэтажный санаторий, рассчитанный на 420 мест. Курорт известен лечением заболеваний желудочно-кишечного тракта, кожных болезней, заболеваний опорно-двигательного аппарата, периферической нервной системы, гинекологических заболеваний.